# Eurete freelandi
Eurete freelandi är en svampdjursart som beskrevs av Isao Ijima 1927. Eurete freelandi ingår i släktet Eurete och familjen Euretidae.
Artens utbredningsområde är havet kring Filippinerna. Inga underarter finns listade i Catalogue of Life.